# Ruidoso, Novi Meksiko
Ruidoso je selo u okrugu Lincolnu u američkoj saveznoj državi Novom Meksiku. Prema popisu stanovništva SAD 2010. ovdje je živjelo 8029 stanovnika. Grad Ruidoso Downs, četvrt Hollywood i popisom određeno mjesto Mescalero i neinkorporirana zajednica Alto predgrađa su Ruidosa, svi zajedno čine mikropolitansko statističko područje Ruidoso koje ima 21.223 stanovnika. 

## Zemljopis
Nalazi se na 33°20′29″N 105°39′58″W / 33.34139°N 105.66611°W (33.341371, -105.666235). Prema Uredu SAD-a za popis stanovništva, zauzima 37,0 km2 površine, 36,8 suhozemne.

## Stanovništvo
Prema podatcima popisa 2000. u Ruidosu bilo je 7698 stanovnika, 3434 kućanstva i 2232 obitelji, a stanovništvo po rasi bili su 87,50% bijelci, 0,29% afroamerikanci, 2,38% Indijanci, 0,31% Azijci, 0,03% tihooceanski otočani, 7,44% ostalih rasa, 2,05% dviju ili više rasa. Hispanoamerikanaca i Latinoamerikanaca svih rasa bilo je 18,21%.

## Knjižnice i muzeji
- javna knjižnica
- Muzej Ruidoso River

## Poznati stanovnici
- Neil Patrick Harris, glumac[5]
- Mike Runnels, viceguverner Novog Meksika

## Vanjske poveznice
- Trgovinska komora
- Turistički ured
- Ruidoso na DMOZ